# 維多利亞廣場 (阿得雷德)

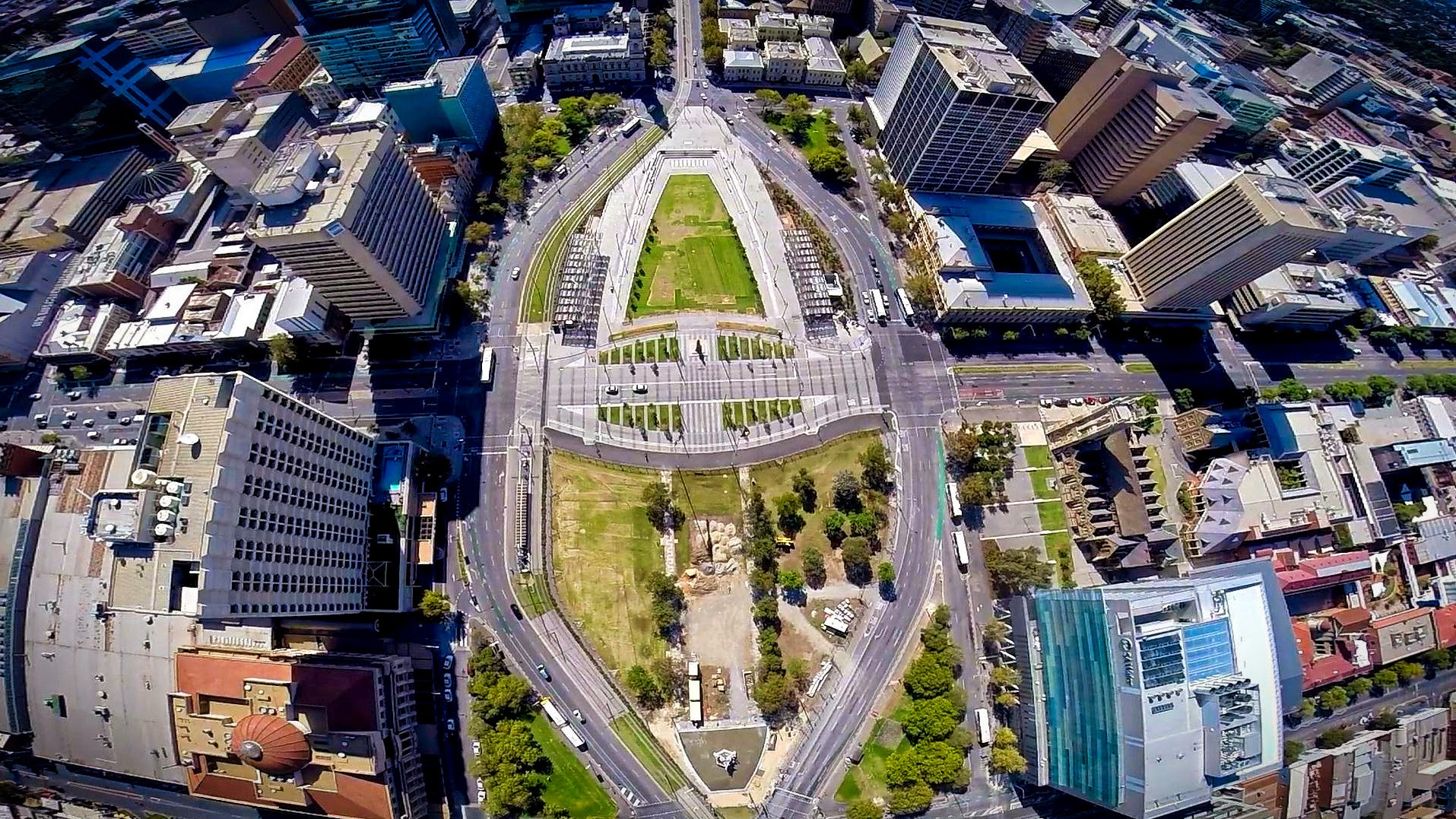
維多利亞廣場全景

維多利亞廣場（英語：Victoria Square）是澳洲南澳大利亚州首府阿得雷德的一個廣場。維多利亞廣場位於阿得雷德的市中心，佔地面積1平方英里。維多利亞廣場命名於1837年5月23日，當時維多利亞公主被決定為是英國的皇位繼承人（就是後來的維多利亞女王）。許多公共部門都位於維多利亞廣場的南北兩側，包括法院、財政部大樓、郵政總局、教堂等。

## 广场建筑
维多利亚广场被 Wakefield St 从中间分为南北两部分，广场中央是维多利亚女王的全身站立铜像，在东北和西北两侧，分别竖立有约翰·麦克杜尔·斯图尔特（John McDouall Stuart）和查尔斯·斯特尔特雕像（Charles Sturt）的雕像；在广场南侧有一座名为“三河”（Three Rivers）的喷泉，建于1968年，由出生于阿德莱德的雕刻家约翰·道维（John Dowie）设计，喷水池的三面设有三十四个喷水柱，三面则代表阿德莱德的水源来自三条河流：墨累河（Murray River）、托伦斯河（Torrens River）和奥恩卡巴瑞加河（Onkaparinga River）。
在聖誕節期間，廣場北側會豎立起一座高24.5米的聖誕樹。